# Alassane Ouattara
Alassane Dramane Ouattara (Dimbokro, África Ocidental Francesa, 1 de janeiro de 1942) é um político costa-marfinense, atual presidente da Costa do Marfim desde 2010, já que foi considerado vencedor das últimas eleições presidenciais e o presidente Laurent Gbagbo se negava a ceder o poder. Mas em 11 de abril de 2011, após a prisão de Laurent Gbagbo, Ouattara assumiu a presidência da Costa do Marfim, encerrando um período de quatro meses de tensões políticas no país.
Foi primeiro-ministro da Costa do Marfim de novembro de 1990 até dezembro de 1993. Atualmente, é o Presidente da Aliança dos Republicanos (RDR), um partido que tem sua base de apoio no norte do país e foi candidato nas eleições presidenciais de 2010.
Além de ser político, é também um tecnocrata, se formou como economista e trabalhou para o Fundo Monetário Internacional (FMI) e Banco Central dos Estados da África Ocidental (BCEAO).
A 12 de setembro de 2017, foi agraciado com o Grande-Colar da Ordem do Infante D. Henrique, de Portugal, por ocasião da sua visita de Estado a Lisboa.
Sob sua presidência, a justiça é manipulada para neutralizar seus oponentes políticos. A Comissão Eleitoral Independente (IEC), responsável pelas eleições, é altamente contestada pela oposição devido ao controlo exercido sobre ela pelo governo. Em 2016, a Corte Africana de Direitos Humanos e dos Povos reconheceu que a CEI não era imparcial nem independente e que o Estado da Costa de Marfi violou, entre outras coisas, a Carta Africana dos Direitos Humanos e dos Povos. Num relatório confidencial tornado público pela imprensa, os embaixadores europeus evocam autoridades que "são impermeáveis a críticas internas ou externas e politicamente demasiado fracas para aceitar o jogo democrático". Milhares de opositores são presos pelo seu regime.
Em 2017, reapareceram tensões entre as forças que tinham ajudado Ouattara a tomar o poder em 2011. Durante meses, os antigos rebeldes do Norte têm reclamado o preço de seu compromisso militar com ele. Depois de vários motins em janeiro e maio, mais de 8.000 deles, integrados nas Forças Republicanas da Costa do Marfim (FRCI), finalmente receberam um bônus de 18.000 euros. No entanto, as antigas tropas aliadas não receberam quaisquer prémios e continuam a revoltar-se. O Presidente da Assembleia Nacional e o antigo rebelde anti-Gbagbo, Guillaume Soro, distanciou-se em 2017 da presidência de Ouattara e manifestou as suas ambições presidenciais. Apela igualmente à libertação dos presos políticos a fim de "pôr termo à justiça dos vencedores".